# Copera
Chlorocnemis – rodzaj ważek z rodziny pióronogowatych (Platycnemididae).

## Podział systematyczny
Do rodzaju należą następujące gatunki:
- Copera chantaburii Asahina, 1984
- Copera congolensis (Martin, 1912)
- Copera guttifera (Fraser, 1950)
- Copera imbricata (Hagen in Selys, 1863)
- Copera marginipes (Rambur, 1842)
- Copera nyansana (Förster, 1916)
- Copera rufipes (Selys, 1886)
- Copera sikassoensis (Martin, 1912)
- Copera vittata (Selys, 1863)